# Glypta decora
Glypta decora är en stekelart som beskrevs av Dasch 1988. Glypta decora ingår i släktet Glypta och familjen brokparasitsteklar. Inga underarter finns listade i Catalogue of Life.